# Ligne de Coutras à Tulle
La ligne de Coutras à Tulle est une voie ferrée française à écartement standard, dans le sud-ouest du Massif central. Elle relie Coutras (Gironde) sur l'artère Paris - Bordeaux à Tulle (Corrèze), en desservant Périgueux et Brive-la-Gaillarde.
Elle constitue la ligne 621 000 du réseau ferré national, et est l'une des sections de la transversale Lyon - Bordeaux.

## Histoire

### Chronologie
- 30 mars 1853 : concession au Grand-Central du tronçon Coutras - Périgueux
- 24 décembre 1853 : concession au Grand-Central du tronçon Brive - Tulle
- 7 avril 1855 : concession au Grand-Central du tronçon Périgueux - Brive
- 11 avril 1857 : rétrocession au PO
- 20 juillet 1857 : ouverture par le PO du tronçon Coutras - Périgueux
- 17 septembre 1860 : ouverture par le PO du tronçon Périgueux - Brive
- 20 août 1871 : ouverture par le PO du tronçon Brive - Tulle
- 31 décembre 1906 : mise à double voie partielle

### Origine

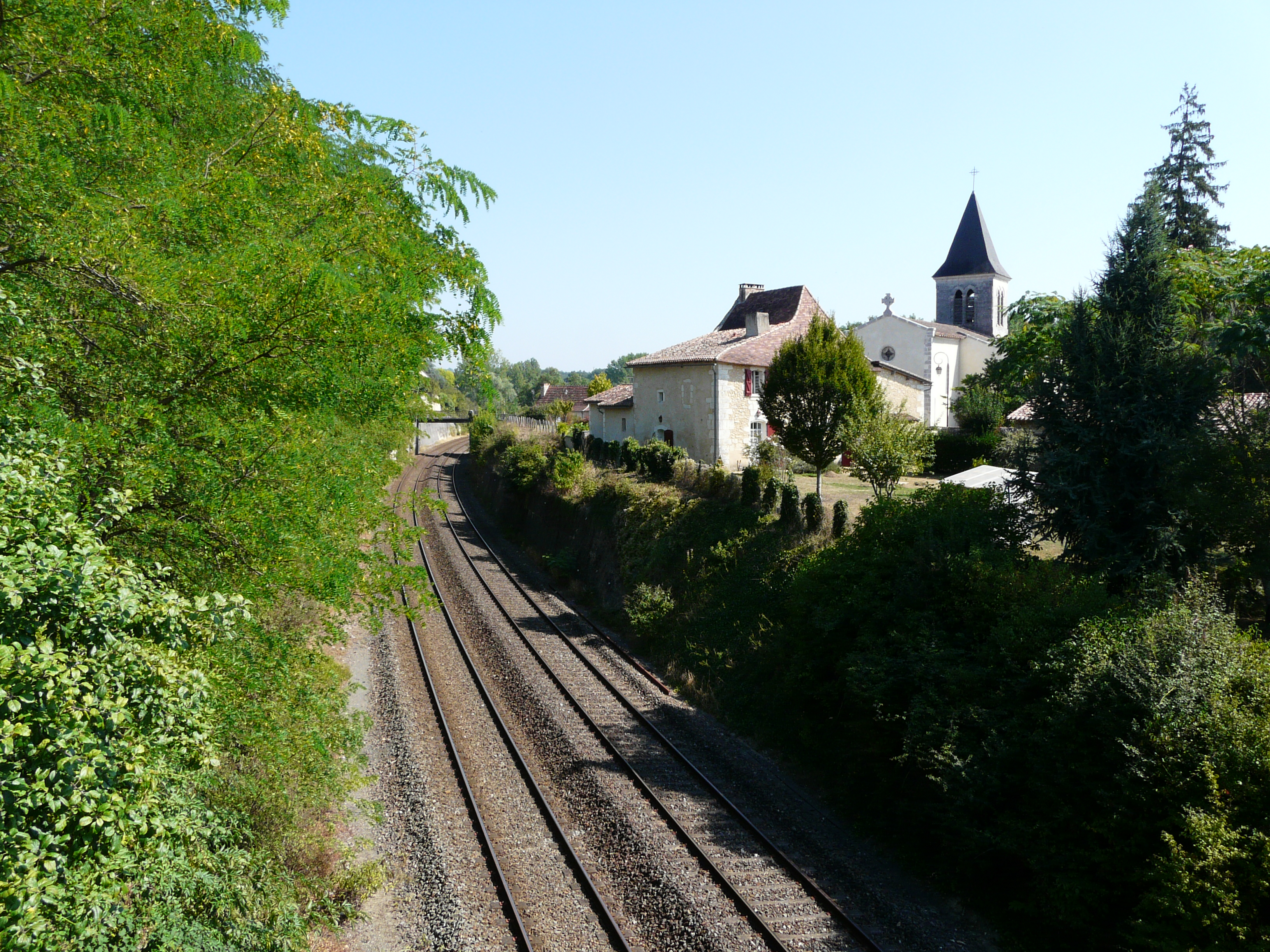
La voie ferrée double, à Saint-Front-de-Pradoux.

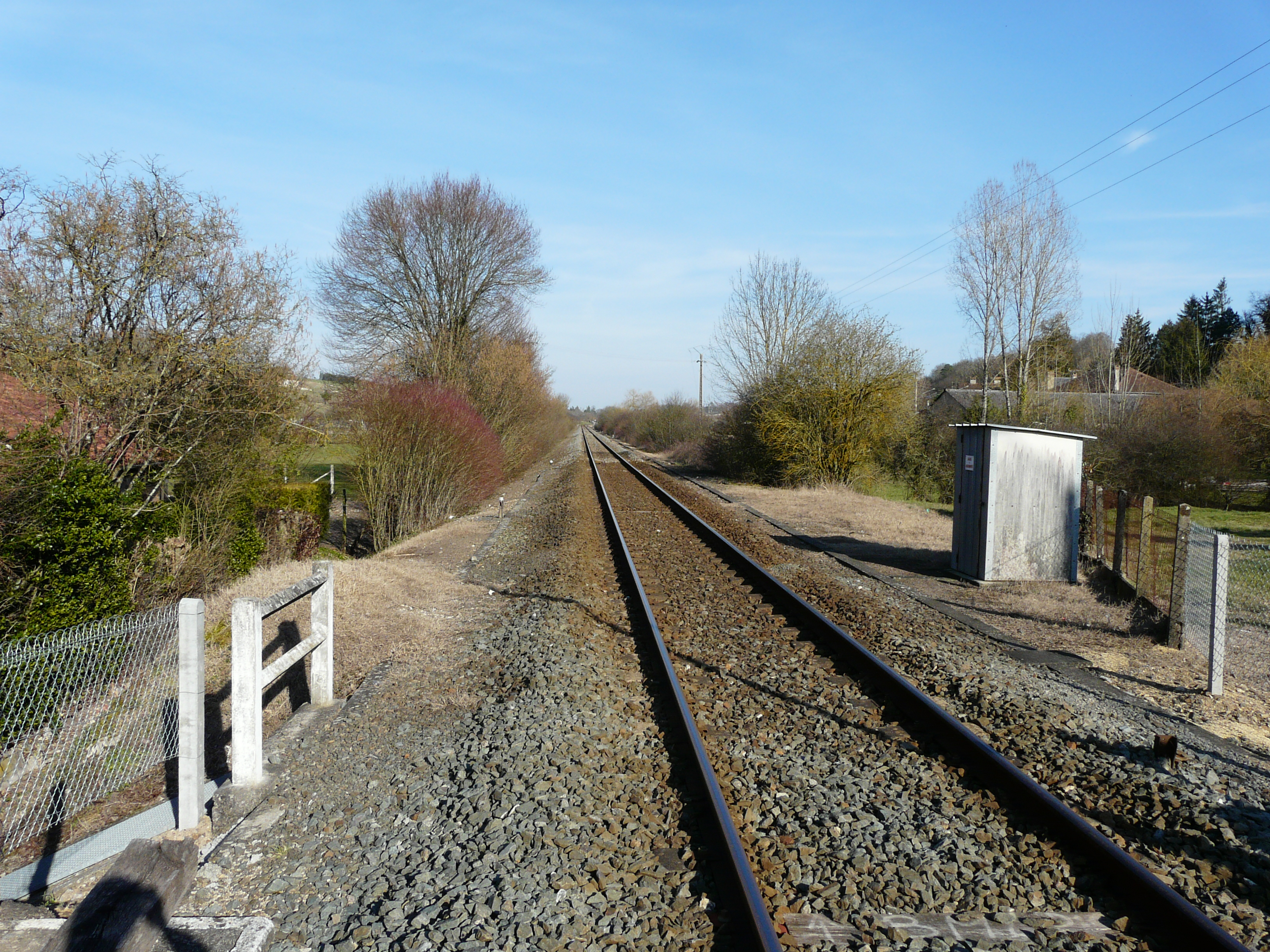
La voie unique au bourg de Saint-Pierre-de-Chignac.

La concession de la ligne a été accordée, par étapes, à la Compagnie du chemin de fer Grand-Central. Celle-ci, en proie à de grandes difficultés financières, n'a pas pu terminer les travaux : l'accord de partage de la compagnie entre le PO et le PLM a décidé la rétrocession de la ligne au Paris-Orléans, qui l'a mise en service en trois étapes, en 1857, 1860 et 1871.
La ligne de Coutras à Périgueux, ébauche d'un itinéraire « de Bordeaux à Lyon », est concédée par décret impérial le 21 avril 1853 à Messieurs le comte de Morny, J. Masterman, le comte H. de Pourtalès-Gorgier, Matthiew Uzielli, Calvet-Rogniat, Samuel Laing, le marquis de Latour-Maubourg et Hutchinson. Ce même décret concède à titre éventuel aux mêmes personnes, toujours dans le cadre de l'itinéraire de Bordeaux à Lyon, une ligne entre Périgueux et le chemin de fer de Clermont-Ferrand à Montauban, dont un des tronçons est la section de Périgueux à Brive-la-Gaillarde.
Le 30 mars 1853 est constituée la Compagnie du chemin de fer Grand-Central de France. Cette compagnie est autorisée par un décret impérial du 30 juillet 1853 qui permet aussi sa substitution aux concessionnaires initiaux de la ligne.
Les 2 février et 6 avril 1855 est signée une convention entre le ministre des Travaux publics et les administrateurs de la Compagnie du chemin de fer Grand-Central de France. Elle concède à titre définitif à la compagnie la ligne entre Périgueux et le chemin de fer de Clermont-Ferrand à Montauban. Cette même convention concède à titre éventuel « un embranchement sur Tulle ». Cette convention est approuvée par décret impérial le 7 avril 1855.
À la suite de la déconfiture financière de la Compagnie du chemin de fer Grand-Central de France, son démantèlement est organisé en 1857 au profit de la Compagnie du chemin de fer de Paris à Orléans et de la constitution de la Compagnie des chemins de fer de Paris à Lyon et à la Méditerranée. La Compagnie du chemin de fer de Paris à Orléans récupère notamment la concession de la ligne de Coutras à Brive par la convention signée le 11 avril 1857 avec le ministre des Travaux publics. Cette convention est approuvée par décret le 19 juin 1857.
La ligne « de Tulle à Brives » est concédée à titre définitif à la Compagnie du chemin de fer de Paris à Orléans par une convention signée le 11 juin 1863 entre le ministre des Travaux publics et la compagnie. Cette convention est approuvée par un décret impérial le 6 juillet 1863.

## Exploitation
- Les trains Intercités Clermont-Ferrand - Bordeaux y circulaient, avant leur suppression.